# Unia Chrześcijańsko-Demokratyczna (Niemcy)
Unia Chrześcijańsko-Demokratyczna (niem. Christlich Demokratische Union Deutschlands – CDU) – niemiecka partia polityczna, założona po II wojnie światowej. Partia określa się mianem centroprawicowej, nawiązuje do konserwatyzmu i chrześcijaństwa. CDU nie istnieje w Bawarii, ponieważ w tym kraju związkowym działa partia o podobnym charakterze, CSU. Na szczeblu ogólnokrajowym partie te współdziałają, występując jako CDU/CSU; mimo to każde z ugrupowań zachowuje swoją własną strukturę. Tworzą wspólną frakcję w niemieckim parlamencie i nie prowadzą przeciwko sobie żadnych działań. Połączenie CDU i CSU nazywane jest powszechnie Unią.

## Historia
Korzenie CDU sięgają Partii Centrum, założonej w 1870 r., w celu promowania interesów niemieckich katolików. Ugrupowanie to odegrało ważną rolę, uczestnicząc w większości rządów ostatnich lat Cesarstwa Niemieckiego oraz w czasie Republiki Weimarskiej. Została jednak rozwiązana w 1933 roku.

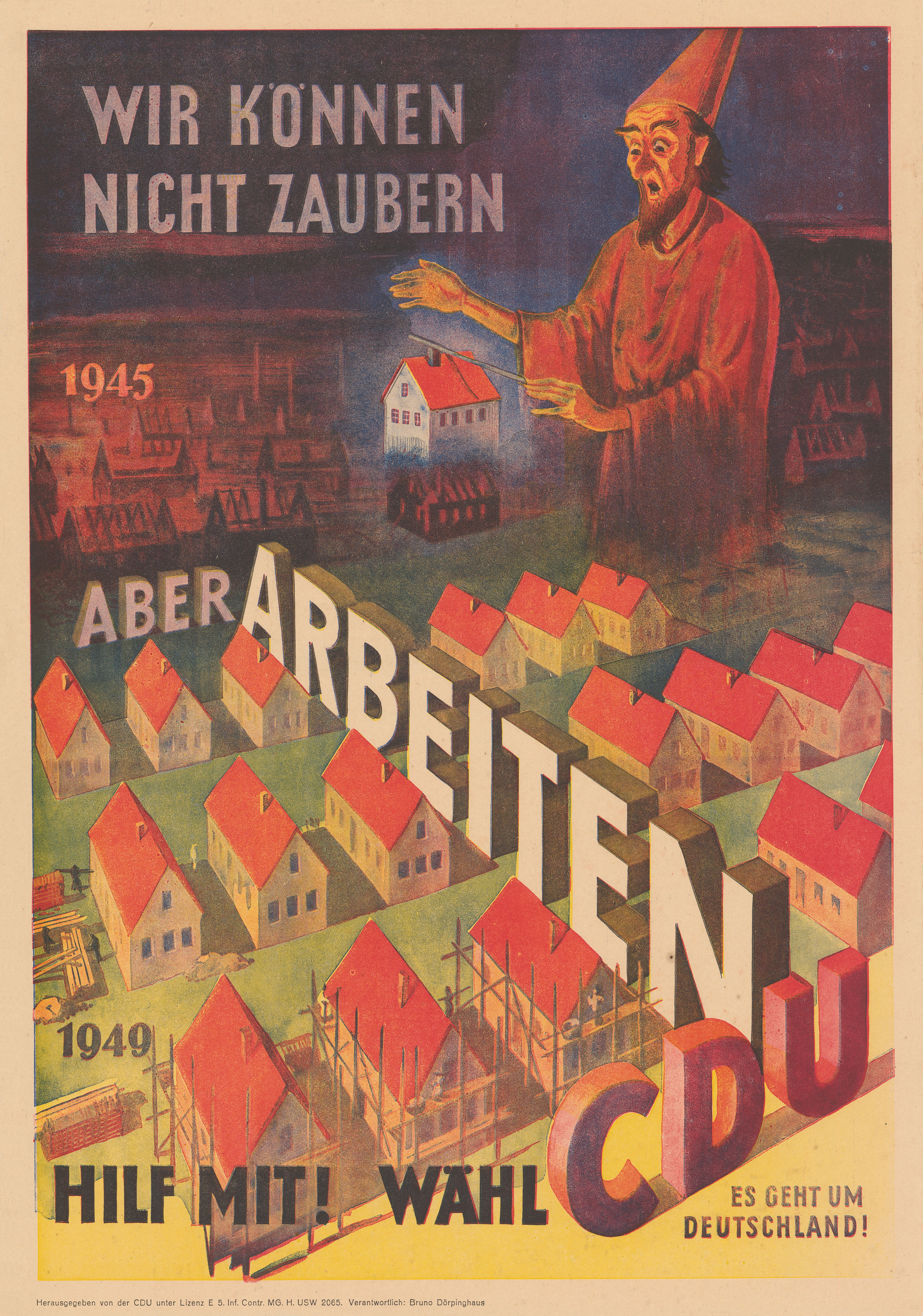
Nie możemy robić magii – ale możemy wykonywać swoją pracę. Wykonaj swoją robotę. Plakat z pierwszych powojennych wyborów w Niemczech w 1949 roku

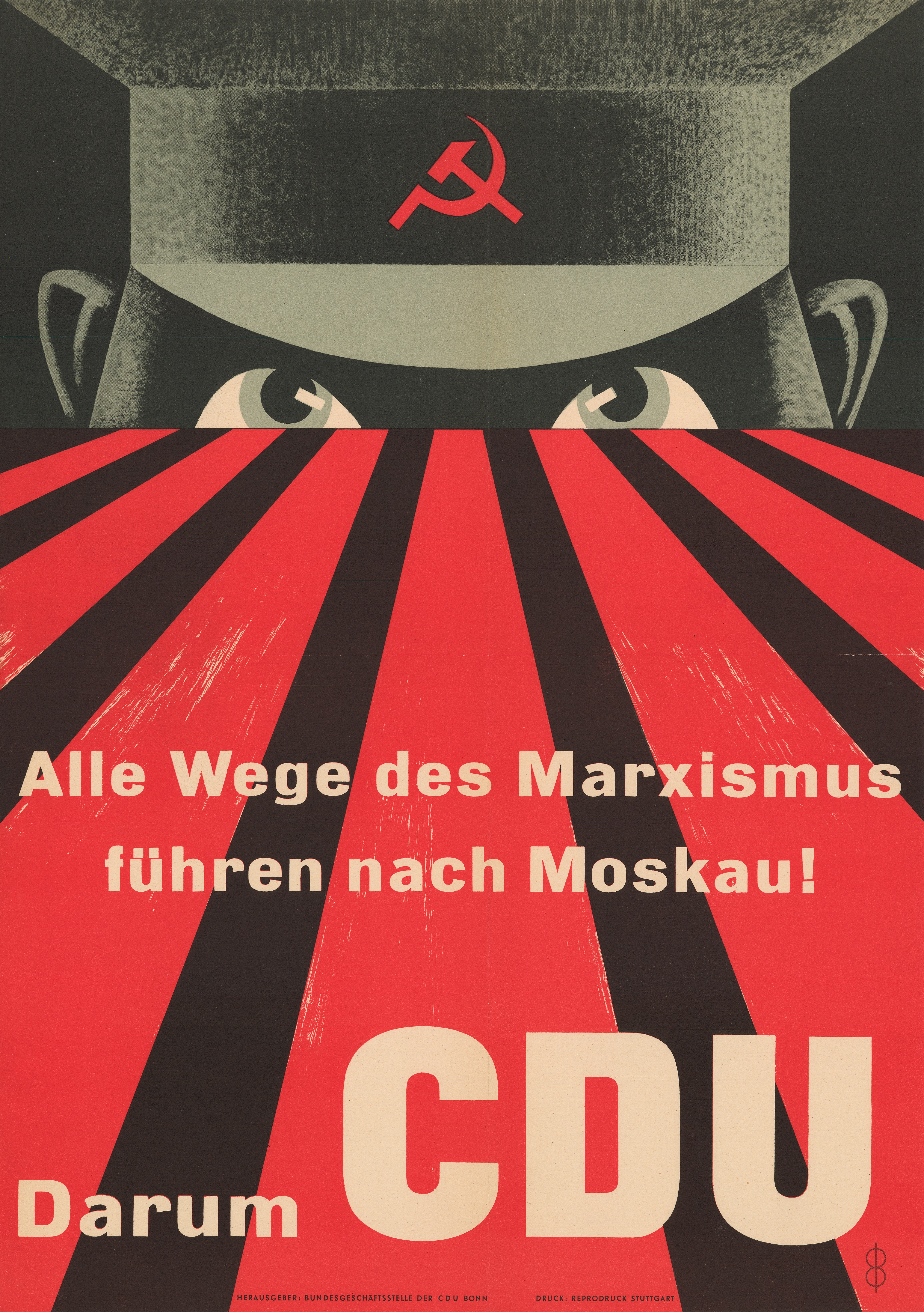
Plakat antykomunistyczny na wybory w 1953 roku: „Wszystkie drogi marksizmu prowadzą do Moskwy! Dlatego CDU”

CDU została założona po II wojnie światowej przez byłych członków Partii Centrum, jednak jej głównym celem było zjednoczenie nie tylko katolików, ale również protestantów we wspólnym wyznaniowym i konserwatywnym ugrupowaniu. Jej pierwszym liderem, jak również kanclerzem Niemiec był Konrad Adenauer. CDU była partią dominującą na niemieckiej scenie politycznej w latach 1949–1963. W 1963 r. Ludwig Erhard zastąpił Adenauera na stanowisku kanclerza i szefa partii. Później miała miejsce recesja roku 1966. Doprowadziła ona do utraty przez CDU części zwolenników, co zmusiło ją do zawiązania koalicji z socjaldemokratyczną SPD. Kanclerzem został Kurt Georg Kiesinger z CDU.
Jednakże w 1969 r. SPD utworzyła z kolei koalicję z FDP, a Unia utraciła swą dominującą pozycję na następne 13 lat. W tym czasie partyjni ideolodzy stworzyli nowe wytyczne ekonomiczne i dotyczące spraw polityki zagranicznej.
W 1982 roku FDP zawiązała koalicję z CDU. Kanclerzem został Helmut Kohl. W drugiej połowie lat 80. XX wieku partia utraciła część poparcia na rzecz nowej, skrajnie prawicowej partii Die Republikaner. CDU odzyskała jednak dawną popularność wraz z rokiem 1989 i upadkiem Muru Berlińskiego.
Polityka partii z lat 80. XX wieku ukierunkowana była na zjednoczenie Niemiec, co ostatecznie udało się zrealizować w 1990 r. W 1990 roku CDU połączyła się ze swoim wschodnioniemieckim odpowiednikiem o tej samej nazwie. Sukcesami partii były również działania na rzecz poprawy stosunków z sąsiadami, głównie z Francją oraz Polską (Kohl spotykał się m.in. z Mitterrandem i Mazowieckim). W 1990 roku miały miejsce wybory w zjednoczonych już Niemczech – Kohl ponownie został kanclerzem, jednak CDU utraciła wiele ze swojej popularności z powodu recesji gospodarczej w byłej NRD i wzrostu podatków na Zachodzie. Jednak Unia odniosła ponowne zwycięstwo w wyborach w 1994 roku.
Zasłużony dla partii Kohl był jednak zamieszany w afery finansowe, co znacznie popsuło reputację partii. Był on jej przewodniczącym do czasu porażki w wyborach z 1998 roku, kiedy zastąpił go Wolfgang Schäuble. Ten jednak zrezygnował z przywództwa w 2000 r., na skutek skandalu finansowego w łonie CDU. Jego następczynią została Angela Merkel. W wyborach 1998 roku CDU uzyskała 28,4% głosów (CSU – 6,7%), a w 2002 – 29,5% (CSU – 9.0%). Unia odniosła zwycięstwo w wyborach 2005 roku, jednak nie na tyle wysokie, aby rządzić samodzielnie. Z tego powodu powstała tzw. wielka koalicja, utworzona z SPD. Problemem było to, iż oba ugrupowania domagały się fotela kanclerza. Po trzech tygodniach negocjacji ustalono, iż Merkel zostanie kanclerzem, a SPD otrzyma 8 z 16 stanowisk ministerialnych. Umowa koalicyjna została podpisana 14 listopada. Merkel została wybrana kanclerzem przez większość deputowanych (397 do 217) nowo zebranego Bundestagu 22 listopada 2005.

## Program
Zgodnie ze stroną internetową Unii, jest ona ugrupowaniem bazującym na chrześcijaństwie, wprowadzającym w życie zasady chadeckie i dążącym do „zjednoczenia katolików i protestantów, konserwatystów i liberałów, propagatorów chrześcijańskich idei społecznych oraz mężczyzn i kobiet z różnych regionów, klas społecznych i tradycji demokratycznych”. Członkowie CDU wierzą, iż ludzkość odpowiedzialna jest wobec Boga za podtrzymywanie chrześcijańskich ideałów i dbałość o stan środowiska naturalnego. Partia opowiada się również za popieraniem wolności i godności wszystkich osób, włączając w to równość praw kobiet i mężczyzn, w tym także niepełnosprawnych. W kwestiach gospodarczych, partia ma program socjalliberalny, opowiada się za utrzymaniem podatków dochodowych progresywnych, dotacjami ze strony państwa dla kultury, edukacji itd. Chce jednak zmian w systemie rent i zasiłków. CDU opowiada się za wolnością gospodarczą i prorynkową Unią Europejską, popierając integrację europejską. 
Tradycyjnie, pośród zwolenników CDU wyróżnić można trzy orientacje ideowe, przez długi czas posiadające mniej więcej podobne wpływy w partii:
- chrześcijańsko-socjalna – popularna pośród katolickiej klasy robotniczej, opowiadająca się za wiarą i sprawiedliwością społeczną postrzeganą przez pryzmat rzymskokatolickiej wizji człowieka,
- umiarkowanie nacjonalistyczno-konserwatywna – rozpowszechniona przede wszystkim na terenach wiejskich i małych miastach, kładąca nacisk na obronę tradycyjnej niemieckiej kultury i wartości
- wolnorynkowo-liberalna – popularna pośród przedsiębiorców, skupiająca się na wolności gospodarczej.

We wszystkich tych orientacjach mocno zarysowany był antymarksizm. W ostatnich latach orientacja liberalna najwyraźniej stała się najsilniejsza. Wśród członków partii obecni są też zwolennicy małżeństw par homoseksualnych. W roku 2017 Angela Merkel wyraziła zgodę posłom na głosowanie w Bundestagu zgodnie z własnym sumieniem w sprawie „Małżeństw dla wszystkich” przez co ustawa weszła w życie. Główni przeciwnicy CDU na niemieckiej scenie politycznej to socjaldemokraci z SPD, postkomuniści z Die Linke. oraz lewicowy Sojusz 90/Zieloni. W roku 2017 do Bundestagu dostał się nowy rosnący w sile przeciwnik – Alternatywa dla Niemiec – partia o profilu eurosceptycznym i antyimigranckim. Liberalna FDP postrzegana jest jako naturalny partner koalicyjny dla Unii (choć w przeszłości bywało inaczej, kiedy to CDU miała wizerunek ugrupowania bardziej konserwatywnego w kwestiach gospodarczych). Partia zawierała jednak koalicje ze swoimi głównymi przeciwnikami: Socjaldemokratyczną Partią Niemiec oraz Zielonymi.

## Struktura wewnętrzna

### Członkowie
CDU liczy sobie 574 526 członków. Przed 1966 rokiem liczbę członków podawano szacunkowo. Później dane zaczęto podawać na 31 grudnia roku poprzedniego.

### Zarząd federalny[4]

#### Przewodniczący:
- Fredrich Merz

#### Wiceprzewodniczący:
- Silvia Breher
- Andreas Jung
- Michael Kretschmer
- Karl-Josef Laumann
- Karin Prien

#### Sekretarz generalny:
- Carsten Linnemann

#### Zastępca sekretarza generalnego:
- Christina Stumpp

#### Skarbnik:
- Franziska Hoppermann

#### Pozostali członkowie:
- Ines Claus
- Ronja Kemmer
- Sebastian Lechner
- Ina Scharrenbach
- Sven Schulze
- Jens Spahn
- Mario Voigt
- Daniel Caspary
- Julia Klöckner
- Daniel Günther
- Reiner Haseloff
- Boris Rhein
- Kai Wegner
- Hendrik Wüst
- Philipp Birkenmaier

### Organizacje partyjne w poszczególnych landach
| Land                          | Przewodniczący      | L. członków |
| Badenia-Wirtembergia          | Manuel Hagel        | 60 200      |
| Berlin                        | Kai Wegner          | 13 042      |
| Brandenburgia                 | Jan Redmann         | 5792        |
| Brema                         | Heiko Strohmann     | 2060        |
| Hamburg                       | Dennis Thering      | 2060        |
| Hesja                         | Boris Rhein         | 35 865      |
| Meklemburgia-Pomorze Przednie | Franz-Robert Liskow | 5245        |
| Dolna Saksonia                | Sebastian Lechner   | 59 372      |
| Nadrenia Północna-Westfalia   | Hendrik Wüst        | 122 326     |
| Nadrenia-Palatynat            | Christian Baldauf   | 22 000      |
| Saara                         | Stephan Toscani     | 40 854      |
| Saksonia                      | Michael Kretschmer  | 10 927      |
| Saksonia-Anhalt               | Sven Schulze        | 6335        |
| Szlezwik-Holsztyn             | Daniel Günther      | 19 770      |
| Turyngia                      | Mario Voigt         | 8465        |

### Bastiony partyjne
Tradycyjnymi terenami, w których pozycja CDU jest silna są wiejskie lub katolickie regiony, takie jak Eifel, Münster, Sauerland, Fulda, Szwabia, Emsland, Nordfriesland, Pomorze Przednie, jak również obszary Saksonii, Eichsfeld, Taunus oraz mniejsze miasta, takie jak Baden-Baden, Konstancja i Pforzheim. Małym poparciem partia cieszy się w Bremie, Brandenburgii i Wschodnim Berlinie. Niemniej jednak CDU uzyskała większość absolutną podczas ostatnich wyborów w mieście Hamburg, które było tradycyjnym bastionem socjaldemokratów.

### Stosunki z CSU
Siostrzana partia CSU działa tylko na terenie Bawarii. Razem z nią CDU tworzy wspólną frakcję w Bundestagu. Nazywana jest ona CDU/CSU, lub (nieformalnie) „Unią”. Jej podstawą jest porozumienie międzypartyjne nazywane Fraktionsvertrag. Młodzieżówka jest wspólna dla obu ugrupowań. Jest to Junge Union.
W sprawach wagi państwowej i ogólnopaństwowych wyborów CDU i CSU ściśle ze sobą współpracują i wzajemnie koordynują poczynania, jednak pozostają prawnie i organizacyjnie oddzielnymi partiami. Różnice pomiędzy CDU i bardziej konserwatywną CSU czasem doprowadzają do spięć. Najpoważniejsze miało miejsce w 1976 roku, kiedy to CSU pod przywództwem Franza Josefa Straußa zakończyło sojusz z CDU podczas konferencji partyjnej w Wilbad Kreuth. Decyzja ta została wkrótce potem zmieniona, zaraz po tym jak CDU zagroziła desygnowaniem kandydatów konkurencyjnych względem CSU w Bawarii.
Relacje pomiędzy CDU a CSU są historycznie paralelne do dawnych niemieckich partii chadeckich – katolickiej Partii Centrum i Bawarskiej Partii Ludowej jako jej lokalnego wariantu.

## Przewodniczący CDU
- Konrad Adenauer 1950–1966
- Ludwig Erhard 1966–1967
- Kurt Georg Kiesinger 1967–1971
- Rainer Barzel 1971–1973
- Helmut Kohl 1973–1998
- Wolfgang Schäuble 1998–2000
- Angela Merkel 2000–2018
- Annegret Kramp-Karrenbauer 2018–2021
- Armin Laschet 2021–2022
- Friedrich Merz od 2022

## Przewodniczący frakcji CDU/CSU w Bundestagu
- Heinrich von Brentano (1949–1955)
- Heinrich Krone(inne języki) (1955–1961)
- Heinrich von Brentano (1961–1964)
- Rainer Barzel (1964–1973)
- Karl Carstens (1973–1976)
- Helmut Kohl (1976–1982)
- Alfred Dregger(inne języki) (1982–1991)
- Wolfgang Schäuble (1991–2000)
- Friedrich Merz (2000–2002)
- Angela Merkel (2002–2005)
- Volker Kauder (2005–2018)
- Ralph Brinkhaus (2018–2022)
- Friedrich Merz (2022–2025)
- Jens Spahn (od 2025)

## Kanclerze Niemiec z CDU
- Konrad Adenauer (1949–1963)
- Ludwig Erhard (1963–1966)
- Kurt Georg Kiesinger (1966–1969)
- Helmut Kohl (1982–1998)
- Angela Merkel (2005–2021)
- Friedrich Merz (od 2025)

## Poparcie w wyborach
| Wybory | Poparcie | Zmiana punktów procentowych | Mandaty (Bundestag) | Zmiana |
| ------ | -------- | --------------------------- | ------------------- | ------ |
| 1949   | 25,2%    | –                           | 115                 | –      |
| 1953   | 36,4%    | 11,2                        | 191                 | 76     |
| 1957   | 39,7%    | 3,3                         | 215                 | 24     |
| 1961   | 35,8%    | 3,9                         | 192                 | 23     |
| 1965   | 38,0%    | 2,2                         | 196                 | 4      |
| 1969   | 36,6%    | 1,4                         | 193                 | 3      |
| 1972   | 35,2%    | 1,4                         | 177                 | 16     |
| 1976   | 38%      | 2,8                         | 190                 | 13     |
| 1980   | 34,2%    | 3,8                         | 174                 | 16     |
| 1983   | 38,1%    | 3,9                         | 191                 | 17     |
| 1987   | 34,4%    | 3,7                         | 174                 | 17     |
| 1990   | 36,7%    | 2,3                         | 268                 | 94     |
| 1994   | 34,2%    | 2,5                         | 244                 | 24     |
| 1998   | 28,4%    | 5,8                         | 198                 | 46     |
| 2002   | 34,4%    | 1,1                         | 190                 | 8      |
| 2005   | 27,8%    | 1,7                         | 180                 | 10     |
| 2009   | 27,3%    | 0,5                         | 194                 | 14     |
| 2013   | 34,1%    | 6,8                         | 255                 | 61     |
| 2017   | 26,8%    | 7,3                         | 200                 | 55     |
| 2021   | 24,1%    | 8,8                         | 197                 | 3      |

| Wybory | Poparcie | Zmiana punktów procentowych | Mandaty | Zmiana | L. miejsc dla Niemiec |
| ------ | -------- | --------------------------- | ------- | ------ | --------------------- |
| 1979   | 39,1%    | –                           | 34      | –      | 81                    |
| 1984   | 37,5%    | 1,6                         | 34      | –      | 81                    |
| 1989   | 29,54%   | 7,96                        | 25      | 9      | 81                    |
| 1994   | 32%      | 2,46                        | 39      | 14     | 99                    |
| 1999   | 39,3%    | 7,3                         | 43      | 4      | 99                    |
| 2004   | 36,5%    | 2,8                         | 40      | 3      | 99                    |
| 2009   | 30,7%    | 5,9                         | 34      | 6      | 99                    |
| 2014   | 30,02%   | 0,68                        | 29      | 5      | 96                    |
| 2019   | 22,56%   | 7,46                        | 23      | 6      | 96                    |